# Долгие (Курганская область)
Долгие — село в Частоозерском районе Курганской области. Административный центр Долговского сельсовета.

## История
До 1917 года центр Долговской волости Ишимского уезда Тобольской губернии. По данным на 1926 год село Долговское состояло из 387 хозяйств. В административном отношении являлось центром Долговского сельсовета Частоозерского района Ишимского округа Уральской области.

## Население
| 1989 | 2002 | 2010 |
| ---- | ---- | ---- |
| 462  | ↘418 | ↘356 |

По данным переписи 1926 года в селе проживало 1685 человек (774 мужчины и 911 женщин), в том числе: русские составляли 98 % населения.